# Firelord
Firelord (Pyreus Kril) is een fictieve superschurk uit de strips van Marvel Comics. Hij werd bedacht door Stan Lee en verscheen voor het eerst in Thor #225.

## Achtergrond
De vriend van Pyreus Kril van Xandar, Gabriel Lan, werd door Galactus tot heraut gemaakt als Air-Walker. Pyreus volgde Galactus overal om uit te vinden wat er met Gabriel was gebeurd. Gabriel stierf tijdens een gevecht met het alien-ras de Ovoids om zijn meester te beschermen. Galactus maakte een robot Air-Walker met de ziel van Gabriel en zond deze naar de Aarde om de Silver Surfer te hercruteren. De Surfer weigerde echter en vernietigde de robot-constructie.Toen Pyreus eindelijk Galactus had ingehaald, was Galactus onder de indruk van de vastberadenheid van de jonge Xandariaan. Hij bood Pyreus aan hem tot heraut te maken in ruil voor de wetenschap wat er gebeurd is met zijn vriend Gabriel. Pyreus stemde in en zo werd hij de nieuwe heraut. Galactus gaf hem enorme kosmische krachten (in de Engelstalige strips bekend als de Power Cosmic), een vurig uiterlijk en een stafachtig wapen. Hij kreeg de opdracht nieuwe planeten voor Galactus uit te zoeken en droeg de naam Firelord.
Firelord diende Galactus totdat Thor (Marvel) hem wist vrij te pleiten in ruil voor een robotconstructie van Odin (Marvel).

## Krachten en vaardigheden
Firelord bezit een grote kracht bekend als "Kosmische Kracht" (Power Cosmic), die hij verkreeg van Galactus. Hij kan kosmische energie absorberen in zijn lichaam, en dit voor verschillende doeleinden gebruiken. Hij kan energiestralen afschieten die sterk genoeg zijn om een planeet op te blazen. Ook kan hij de moleculen van materie veranderen en beïnvloeden, met name die van het element 'Vuur', met transmutatie als gevolg.
Firelord bezit bovenmenselijke kracht, en kan deze kracht met zijn Kosmische Kracht nog verder versterken tot hetzelfde niveau als de Hulk. Zijn lichaam kan bewegen en reageren op bovenmenselijke snelheid. In de ruimte kan hij zelfs sneller vliegen dan lichtsnelheid.
Firelords huid is gemaakt van een onbekend en vrijwel onverwoestbaar goudachtig materiaal. Hierdoor is Firelord onkwetsbaar voor de meeste fysieke aanvallen. Hij kan gemakkelijk extreme temperaturen (zoals de kou in de ruimte of de hitte bij het betreden van de atmosfeer weerstaan, en kan zelfs door de kern van een ster vliegen zonder gevolgen.

## Staf
Om te vechten gebruikt Firelord een wapen dat op Aarde bekendstaat als een "staf". Deze staf werd gecreëerd door Galactus en is gemaakt van hetzelfde onbekende materiaal als Firelords lichaam. Om die reden is ook deze staf praktisch onverwoestbaar. Firelord gebruikt zijn wapen al katalysator, maar kan ook zonder zijn wapen vechten.

## Bron
The Official Handbook of the Marvel Universe vol.3